# VII. Bonifác (ellenpápa)
VII. Bonifác, vagy eredeti nevén Franco Ferrucci (? – 985. július 20.) volt az egyház történetének 14. ellenpápája. A VI. Benedek pápa pontifikátusa alatt kitört császárellenes lázadás felforgatta az örök várost, és még évekig nem is hagyta nyugodni Róma nemeseit. Franco kétszer is a pápai trónra került, de sohasem legálisan. Hosszas hatalomhajhászása többeket eltiport, amiért keserű vég várt rá.
Rómában látta meg a napvilágot, apját Ferruciusnak hívták. A történelem lapjai némák maradtak személyéről mindaddig, amíg a Crescenti család Nagy Ottó császár halála után egy évvel, 974 júniusában felkelést nem szít a városban a német befolyás ellen. Ez egyben azt is jelentette, hogy a nagy hatalmú család és támogatóik első számú ellenségévé vált maga az egyházfő, VI. Benedek pápa is. A régi uralom visszaállításáért harcba álló rómaiak az Angyalvár tömlöceibe vetették Benedeket, és a bíboros-diakónus Franco atyát tették meg a keresztény egyház fejének. Franco hamarosan felvette a Bonifác nevet, majd utasítást adott, hogy fojtsák meg a raboskodó pápát, mert addig nem szentelhetik fel legálisan egyházfőnek, és ha késlekednek, az ifjonti császár, II. Ottó karjai elérik az örök várost.
A krónikák szerint Bonifác 974-ben egy jó bő hónapot töltött el a Lateránban, de nem szentelték fel pápává. Ekkor megérkezett Rómába a császár egyik követe, Sicco gróf, aki hosszas megbeszélések során kiharcolta, hogy a római pápaválasztó zsinat VII. Benedeket ültesse Szent Péter trónjára. Benedek császárhű volt, de nemesei származása miatt a rómaiak jelentős része is elfogadta. Bonifác uralmának októberben véget vetettek. Az ellenpápa bukását látva elmenekült a városból, de előtte kifosztotta a Vatikán1 Bazilikát. Busás zsákmányával Konstantinápolyba menekült, ahol a császár kegyeibe fogadta.
Bizánci száműzetése során Benedek kiközösítette őt, de Bonifác híveinek felbuzdításával és a konstantinápolyi császár támogatásával többször is lázadást szervezett ellene. Azonban az idő igazán akkor érkezett el a visszatérésre, amikor Benedek halála után nemsokára, 983. december 7-én II. Ottó császár is örök álomra szenderült. Mire Rómába érkezett a pápaválasztó zsinat már hivatalába iktatta XIV. Jánost. Bonifácnak 984 áprilisában sikerült megdöntenie János trónját, és a szerencsétlen egyházfőt az Angyalvár várbörtönébe vetette, ahol négy hónappal később éhen halt (mások szerint megmérgezték).
A hatalomvágy megszállottjává vált Bonifác ebben az időben. A klérus nem akarta legálisan felszentelni hivatalába, és a megrendült nép sem segítette a vad Bonifác céljait. Ő azonban legitimnek tartotta uralkodását, amelynek kezdetét VI. Benedek elűzésétől (974) számította. Több mint egy évig tartott Bonifác rémuralma, amikor 985. július 20-án hirtelen meghalt. Ennek okát aztán sokan találgatták, de fény sosem derült a hirtelen halálesetre.

Miután Bonifác meghalt, a feldühödt tömeg elragadta a holttestet, és rémes bosszút álltak az ellenpápán. Végigvonszolták földi maradványait a város utcáin és végül meztelenre vetkőztetve, sebekkel borított testét Marcus Aurelius szobra elé vetették, amely akkoriban a lateráni palota előtt állt. Másnap reggel a klérus emberségből eltávolította a testet, és keresztény szokások szerint eltemette azt.